# Trahaearn ap Caradog
Trahaearn ap Caradog (overleden 1081) was koning van Gwynedd van 1075 tot aan zijn dood.
Trahaearn kwam niet uit een koninklijk geslacht, hij was vermoedelijk een edelman uit Arwystli. Wel wordt er gemeld dat hij een neef was van zijn voorganger Bleddyn ap Cynfyn, maar de precieze aard van deze verwantschap is onbekend.
Na de dood van Bleddyn waren er minimaal twee kandidaten voor het koningschap, Trahaearn en Gruffudd ap Cynan, de kleinzoon van Iago ab Idwal, die terugkeerde van ballingschap in Ierland om het koningschap op te eisen. De strijd werd uiteindelijk beslist in de slag bij Bron-Yr-Erw, en Gruffudd was gedwongen terug te keren naar Ierland.
In 1078 intervenieerde Trahaearn in Zuid-Wales, waar Rhys ab Owain en Caradog ap Gruffudd elkaar het koninkrijk van Deheubarth bestreden. Trahaearn versloeg Rhys, mogelijk uit wraak voor het feit dat deze verantwoordelijk was voor de dood van Bleddyn. Op de vlucht van deze slag kwam Rhys Caradog tegen, werd opnieuw verslagen en sneuvelde.
In 1081 was Trahaearn opnieuw in het zuiden, voor de Slag bij Mynydd Carn. Hij was opnieuw bondgenoot van Caradog ap Gruffudd, dit keer tegen Rhys ap Tewdwr, die Rhys ab Owain was opgevolgd als koning van Deheubarth. Dit keer werden Trahaearn en Caradog verslagen, en beiden sneuvelden. Gwynedd werd opgeëist door Gruffudd ap Cynan, die als bondgenoot van Rhys aan de slag had deelgenomen.